# José Muñoz
José Antonio Muñoz, född 10 juli 1942 i Buenos Aires, är en argentinsk serieskapare, senare bosatt i Spanien och Frankrike. Han är känd för sitt samarbete med Carlos Sampayo, som han träffade då han flyttade till Europa i mitten av sjuttiotalet. Muñoz har sedan dess blivit en legendar i den europeiska serievärlden.

## Biografi

### Bakgrund
José Antonio Muñoz föddes den 10 juli 1942 i Buenos Aires. I sin hemstad studerade han som tolvåring konst på Escuela Panamericana de Arte, där det i lärarkåren ingick sådana för serievärlden legendariska storheter som Alberto Breccia (Perramus) och Hugo Pratt (Corto Maltese). Vid arton års ålder började Muñoz arbeta som assistent till Francisco Solano López och Héctor Germán Oesterheld, och som självständig serieskapare debuterade han med att teckna åtskilliga äventyr med Pratts seriehjälte Ernie Pike.

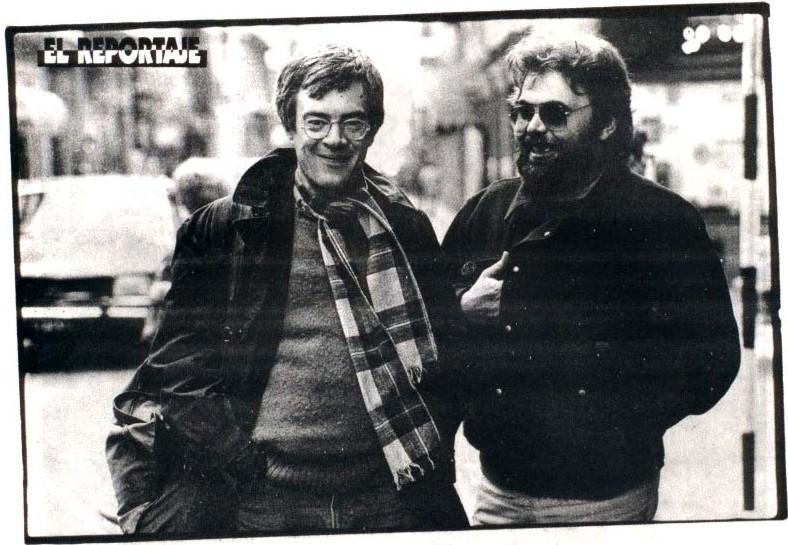
Serieskaparduon Muñoz (t.v.) och Sampayo (t.h.), 1984.

### Exil och Sampayo
Argentinas politiska klimat gjorde det ohållbart för Muñoz att fortsätta sin professionella karriär i sitt hemland, särskilt som han deltagit i vad som beskrevs som "militanta aktiviteter". 1972 reste han av yrkesmässiga skäl till Europa, först till London och därefter till Barcelona, där han under sommaren 1974 för första gången mötte Carlos Sampayo, liksom han själv en argentinsk konstnär i exil.
Med Sampayo som författare och Muñoz som tecknare inleddes ett samarbete som idag har hållit i snart 40 år, med Sampayo bosatt i Spanien och Muñoz baserad i Italien. Den första gemensamma insatsen var detektivserien Alack Sinner, som debuterade 1975 i det italienska magasinet Linus och innebar en dörr in till den åtråvärda franska seriemarknaden.
Från 1979 publicerades paret kontinuerligt i franskspråkiga publikationer. Stor uppmärksamhet rönte verk som Joe's Bar (1981, utgivet på svenska 1985), Sudor sudaca (1986), Jeu de lumières (1988), och Billie Holiday (1991).

### Senare år
Under en period etablerade Muñoz nya samarbeten med författare som Jerome och Manuel Prado, och producerade även verk helt på egen hand. Sedan början av 2000-talet har han åter samarbetat med Sampayo på album som Dans les bars (2002) och Le Livre (2004). Deras senaste gemensamma verk var det sjunde Alack Sinner-äventyret, L'Affaire USA (2006), följt av Carlos Gardel. La Voix de l'Argentine (två delar, 2008 och 2010).

## Stil
Muñoz penselföring är direkt och skenbart enkel. Minimalistiska miljöer och närmast klumpigt karikerade gestalter träffar läsaren på ett omedelbart vis, men i grovheten finns en pedantisk komposition. Bland dem som influerats av hans stil hittar man internationella seriestorheter i alla genrer, däribland Dave McKean, Oscar Zarate, Keith Giffen och Baru. Frank Millers Sin City är förmodligen en av de serier som tydligast inspirerats av Muñoz svartvita värld.

## Utmärkelser och festivaler
I januari 2007 närvarade Muñoz på den franska Seriefestivalen i Angoulême och vann där festivalens Grand Prix, kanske det mest prestigefyllda av alla seriepriser. 2007 närvarande han också som hedersgäst på seriefestivalen Small Press Expo i Stockholm.

### Priser
- 1978 – Pris för bästa utländska realistiska verk, på Seriefestivalen i Angoulême
- 1983 – Pris för bästa album, på Seriefestivalen i Angoulême, Frankrike
- 1983 – Yellow Kid som tecknare, på Seriefestivalen i Lucca, Italien
- 1994 – Harvey Award för bästa utländska verk[4], San Diego, USA
- 2002 – Specialpris för enastående seriekarriär (Max-und-Moritz-Preis), vid seriefestivalen i Erlangen, Tyskland
- 2007 – Grand prix de la ville d'Angoulême, vid Seriefestivalen i Angoulême